# Llandaff

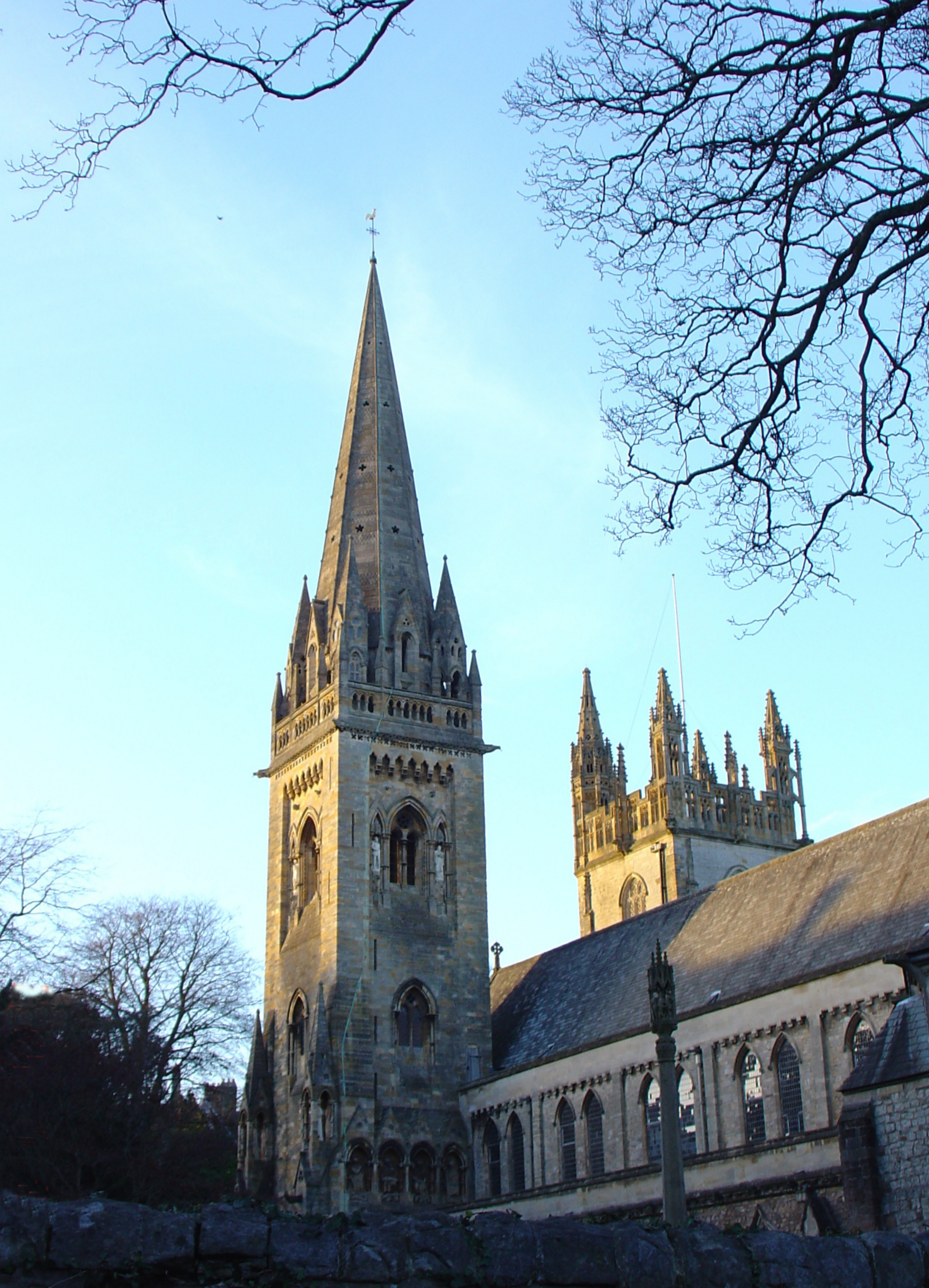
Catedral de Llandaff

Llandaff (do galês Llandaf: llan de igreja + Taf, um rio da região) é um distrito da cidade de Cardiff, no País de Gales. Também é esse o nome de uma diocese daquele país.
É em Llandaff que a BBC do País de Gales tem sua sede.